# Eastman (Québec)
Eastman è un comune del Canada, situato nella provincia del Québec, nella regione di Estrie.